# Colonia de Jesús
Colonia de Jesús är en ort i Mexiko.   Den ligger i kommunen Santiago Amoltepec och delstaten Oaxaca, i den sydöstra delen av landet, 400 km sydost om huvudstaden Mexico City. Colonia de Jesús ligger 1 317 meter över havet och antalet invånare är 509.
Terrängen runt Colonia de Jesús är kuperad åt nordost, men åt sydväst är den bergig. Runt Colonia de Jesús är det ganska tätbefolkat, med 54 invånare per kvadratkilometer. Närmaste större samhälle är Llano Nuevo, 5,4 km sydväst om Colonia de Jesús. I omgivningarna runt Colonia de Jesús växer huvudsakligen savannskog.